# Hildegunde Feilner
Hildegunde Feilner (* 4. September 1918 in Augsburg; † 14. Januar 2007 in München) war eine deutsche Diplomatin und Botschafterin in Sri Lanka, Singapur und den Philippinen.

## Beruflicher Werdegang
Hildegunde „Gundi“ Feilner studierte Betriebswirtschaftslehre an der Technischen Hochschule München und schloss ihr Studium als Diplom-Kauffrau ab. Sie verfasste 1941 ihre Dissertation mit dem Titel „Das Weltbild der süddeutschen Kaufleute zur Fuggerzeit“ und erhielt den Doktor der Wirtschafts- und Sozialwissenschaften (Dr. rer. pol.). Dort war sie bis 1946 Lehrbeauftragte und Assistentin an der wirtschaftswissenschaftlichen Fakultät. Im Anschluss arbeitete sie bis 1952 als Referentin in verschiedenen Positionen im Bayerischen Staatsministerium für Wirtschaft, unter anderem in den politischen Ausschüssen der CSU. Auf Einladung der US-Regierung nahm sie von März bis September 1950 an einem Studienprogramm in den USA teil. Von dem Auslandsaufenthalt erstattete sie dem damaligen bayrischen Staatsminister für Wirtschaft Hanns Seidel Bericht, woraus sich ein vierjähriger Briefwechsel entwickelte. 
Im Jahr 1952 startete Feilner mit ihrer Attachéausbildung. Als erster Auslandsaufenthalt war geplant, sie als Leiterin der Wirtschaftsabteilung an der deutschen Botschaft in Kairo einzusetzen, jedoch erschien „eine Frau als Leiterin der Wirtschaftsabteilung im vorderen Orient untragbar“ (Renate Höpfinger: Hanns Seidel: Briefe an Gundi Feilner, S. 154). Deshalb wurde sie als Legationsrätin 1. Klasse an die deutschen Botschaft in Paris entsandt. Turnusmäßig wechselte sie 1961 als Referatsleiterin in das Auswärtige Amt in Bonn, bis sie 1965 Leiterin der Wirtschaftsabteilung an der deutschen Botschaft in Neu Delhi wurde. Im Anschluss wurde sie von 1968 bis 1973 Gesandtin an der Ständigen Vertretung bei der Europäischen Union in Brüssel, damals noch Europäische Gemeinschaften genannt. 1973 übernahm sie den Botschafterposten von Franz Josef Hoffmann in Sri Lanka. Danach löste sie 1977 Hans J. Dietrich als deutscher Botschafter in Singapur ab. Von 1980 bis 1983 markierte ihre Rolle als deutsche Botschafterin auf den Philippinen ihre letzte Station vor ihrem Ruhestand. Während ihrer Amtszeit auf den Philippinen unterzeichnete sie 1983 das Kulturabkommen zwischen den Philippinen und der Bundesrepublik Deutschland.